# François-Henri Clicquot
Pour les articles homonymes, voir Clicquot.
François-Henry Clicquot, né en 1732 à Paris où il est mort le 24 mai 1790, est un facteur d'orgues français.

## Biographie
La famille Clicquot, longtemps installée en Champagne est d'origine lorraine (Dom Pelletier, généalogiste de Lorraine, dit que la famille venait de Flandres, mais elle devait venir plus sûrement d'Artois où une famille Clicquet apparait à l'époque de la première croisade (Carvin-Epinoy) et sera plus tard au service de Philippe le Bon et de Charles le Téméraire). En Lorraine, Nicolas Clicquot est au service du René II dès 1500.
François Henry Clicquot est le petit-fils de Robert Clicquot, l'auteur de l'orgue de la Chapelle royale de Versailles. Celui-ci, qui avait épousé une Colbert, est facteur d'orgues du Roy Louis XIV dès 1679. François Henry est le fils de Louis-Alexandre Clicquot, facteur d'orgues du Roy Louis XV en 1748 (à la mort de son frère ainé Jean Baptiste Clicquot). François Henry est aussi le beau-frère d'Adrien Picard de l'Epine, autre facteur d'orgue, mais de moindre importance (Adrien Picard Lépine a fabriqué entre autres l'orgue de l'église Sainte-Marie-Madeleine de Montargis en 1777-1778).
François Henry était aussi ordinaire de la Musique du Roy. Il avait la charge de facteur d'orgues du Roy et était, Employé du Corps de la Musique (Édit du Roi Concernant le Corps de la Musique du Roi, Versailles mai 1782 ), et Commensal de la Maison du Roi, membre de la Chapelle Musique, avec 600 livres de gages par an, depuis la mort de son père, en janvier 1760.
À cette date, il reprend l'atelier familial, rue Portefoin (qui deviendra rue Neuve St Laurent), puis déménagea rue des Enfants Rouges, dans le Marais, en construisant, agrandissant, restaurant et entretenant de très nombreux instruments (Silbermann disait qu'à la fin de sa vie François Henry entretenait 300 instruments).
Il fut célèbre à l'époque, en dehors de ses grands ouvrages, en modifiant les piano-fortes venus d'Angleterre ; la famille royale, les grands de la Cour en raffolaient et venaient chez lui écouter des concerts de cet instrument et en commander pour leur plaisir personnel (Madame, Madame la Dauphine (Marie Antoinette), le duc de Chartres, le prince de Conti, le comte de Chabot, la duchesse de Sully etc.(Année Littéraire 1772).

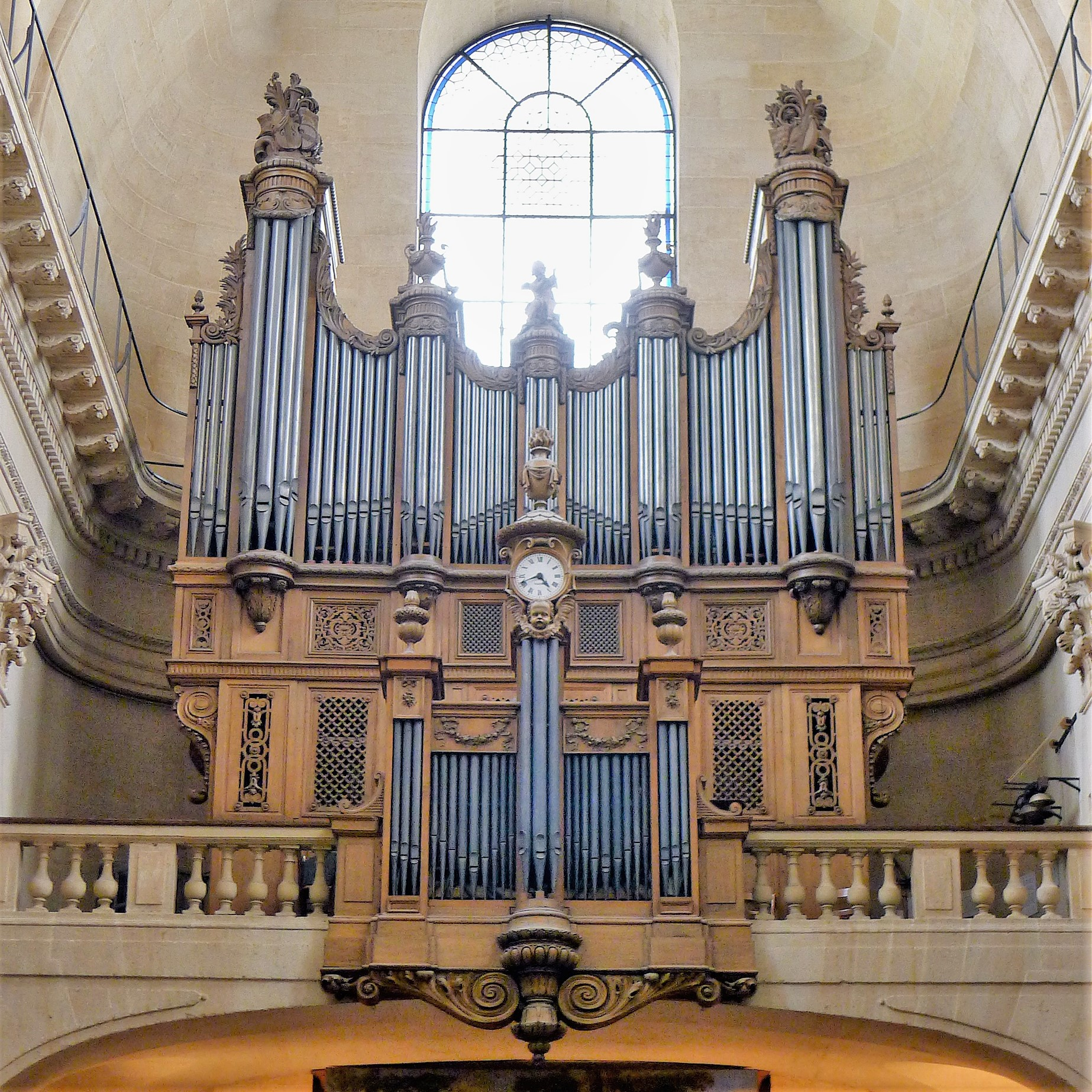
Buffet d'orgues de l'église Saint-Thomas-d'Aquin (Paris), 1771.

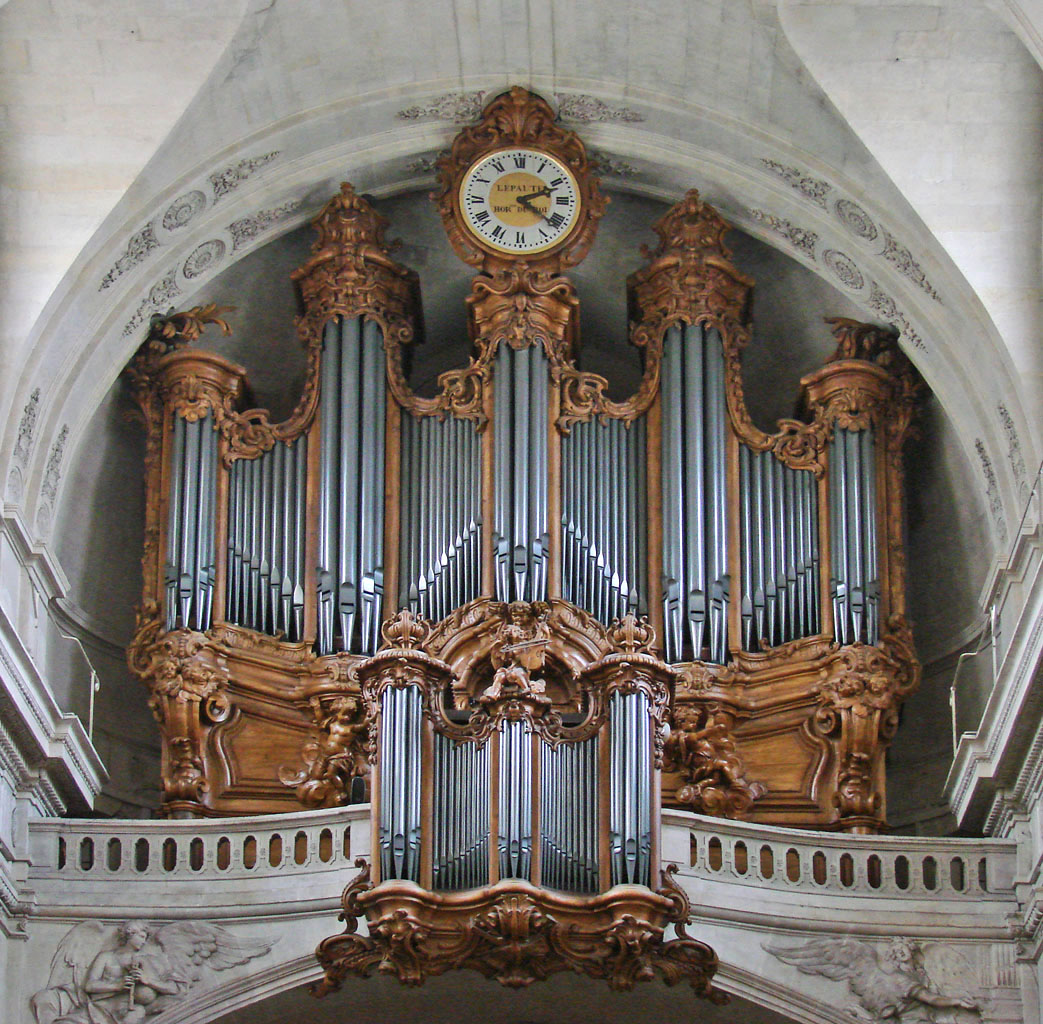
Buffet d'orgues de l'église Saint-Roch (Paris), 1756.

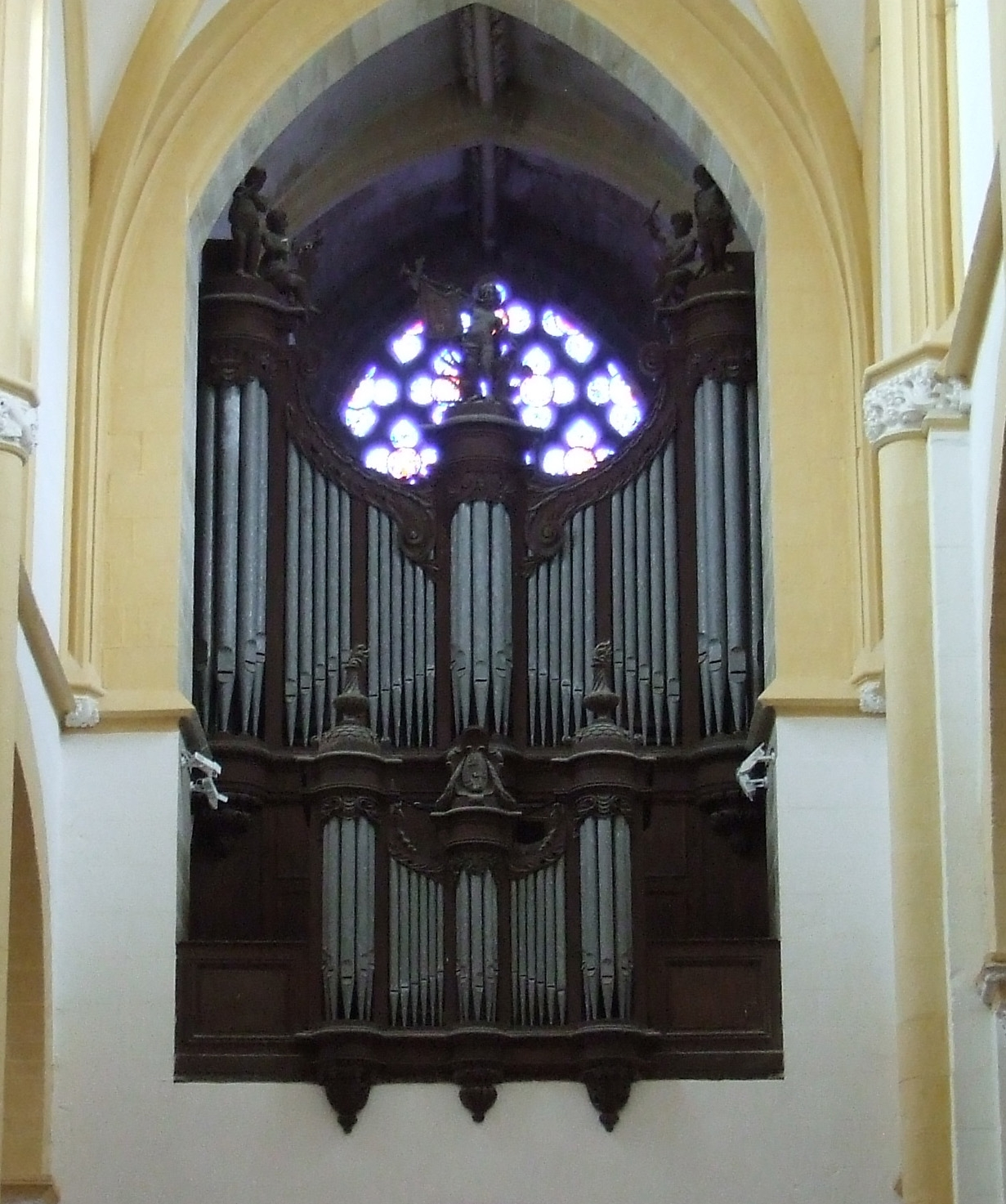
Église prieurale de Souvigny (1783).

Sa renommée s'étend à la France entière. Les instruments qu’il construit sont réputés pour la splendeur de leur harmonie, la couleur de leurs jeux de flûte et la rondeur des batteries d'anches. Ils comptent parmi les plus beaux chefs-d'œuvre de l'« orgue classique français ». Son nom demeure encore aujourd'hui parmi les plus connus de la facture d’orgue française classique. Parmi les quelques instruments qui sont encore debout et n'ont pas été transformés par d'autres facteurs, on peut citer : Saint Nicolas des Champs à Paris (1772-1776), Souvigny (1783) et la cathédrale Saint-Pierre de Poitiers (1791), son dernier chef-d’œuvre.

## Œuvres
Il travaille avec son père dès 1751 : 
- Paris, Concert spirituel, construction de l'orgue (palais des Tuileries), 1751
- Saint Germain en Laye, église paroissiale, construction de l'orgue, 1754
- Valence, cathédrale, construction de l'orgue, 1755
- Paris, église Saint-Roch, construction de l'orgue, 1756
- Paris, Église Saint-Étienne-du-Mont, construction de l'orgue, 1760
- Senlis, Cathédrale Notre-Dame de Senlis, reconstruction de l'orgue, 1760
- Paris, Église Saint-Paul-Saint-Louis, construction de l'orgue, 1761
- Versailles, cathédrale Saint-Louis de Versailles, construction de l'orgue, 1761
- Paris, église Saint-Louis-en-l'Île, relevage complet de l'instrument, 1763-1765
- Paris, Église Saint Médard, reconstruction à neuf de l'orgue, 1764
- Soissons, cathédrale de Soissons, reconstruction à neuf de l'orgue, 1766
- Paris, Église Saint Laurent, reconstruction de l'orgue, 1767
- Paris, Église Saint-Gervais-Saint-Protais, construction de l'orgue, 1768.
- Compiègne, Église Saint-Jacques, construction de l'orgue, 1768
- Laval, Cathédrale de la Sainte-Trinité de Laval, construction de l'orgue, 1770
- Meaux, Cathédrale Saint-Étienne de Meaux, reconstruction de l'orgue, 1770
- Paris, Sainte-Chapelle, construction de l'orgue, 1771 (transféré à Saint Germain l'Auxerrois en 1791)
- Paris, Abbaye Saint-Victor de Paris, importante réfection de l'orgue, 1772
- Fontainebleau, chapelle de la Trinité (chapelle du Château), construction de l'orgue des musiciens, 1772
- Paris, Église Saint-Nicolas-des-Champs, construction orgue, 1772-1776
- Paris, Église Saint-Merry, reconstruction de l'orgue, 1778
- Paris, couvent des Jacobins de la rue Saint-Jacques, construction de l'orgue, 1779
- Paris, église Saint-Sulpice, construction de l'orgue, 1781
- Paris, hôpital des Quinze-Vingts, reconstruction de l'orgue, 1781
- Souvigny, Prieuré clunisien de Souvigny, construction de l'orgue, 1783
- Argenteuil, couvent des Bénédictines, construction avec le Bègue (date ?)
- Nantes, Cathédrale de Nantes, reconstruction après incendie de l'orgue, 1784
- Paris, église Saint-Benoît, reconstruction de l'orgue, 1784
- Paris, église Saint Denys de Montmartre, restauration de l'orgue, 1784
- Pontoise, Cathédrale Saint-Maclou de Pontoise, restauration de l'orgue, 1784
- Caen, église Saint-Pierre, restauration de l'orgue, 1785
- Tours, cathédrale Saint-Gatien de Tours, grosses réparations, 1785
- Paris, Notre-Dame de Paris, reconstruction de l'orgue, 1788
- Paris, église Saint-Leu-Saint-Gilles, construction de l'orgue, 1788
- Abbaye de Clairvaux, restauration et agrandissement de l'orgue (transféré ensuite à la cathédrale de Troyes), 1788
- Paris, église Saint-Nicolas-du-Chardonnet (orgue construit à l'origine pour l'église des Saints Innocents, transféré sous la * Révolution), 1790
- Poitiers, cathédrale Saint-Pierre de Poitiers, construction de l'orgue (commandé en 1787, et livré par son fils ainé Claude François Clicquot, en 1791, après sa mort)
- Toulouse, église Notre-Dame de la Dalbade, construction de l'orgue(date ?)
- Paris, église du Temple, construction de l'orgue, (date ?)
- Paris, église Saint-Jacques-du-Haut-Pas, construction de l'orgue (date ?)
- Paris, prieuré Saint Edmond, construction de l'orgue (date ?)

Il est peut-être à l'origine d'autres orgues mais les auteurs ne sont pas tous d'accord. Il a travaillé sur de nombreux autres ouvrages : augmentations, réparations, expertises, installation de jeux d'anches, etc.
L’orgue monumental de Saint-Sulpice (64 jeux) est son œuvre majeure ( D'après Michel Boyer, organiste du Mans avant la Révolution, né en 1768, doyen des organistes de France en 1856, doyen de la Société d'Agriculture, des Arts et des Sciences du Mans ) François Henri Clicquot aurait été, à l'occasion de l'inauguration de St Sulpice, décoré du cordon noir, par Louis XVI. M. Boyer, écrit  à l'occasion de l'inauguration de l'orgue d'accompagnement de la cathédrale du Mans en 1856 où le facteur Ducrocquet est décoré de la Légion d'honneur :" En voyant briller sur la poitrine de cet illustre artiste la décoration de la Légion d'honneur, noble et juste récompense de ses orgues grandioses, je me suis rappelé, avec un plaisir extrême, le premier facteur de son époque, le fameux Clicquot, que Louis XVI décora du cordon noir de l'Ordre du Saint Esprit ( Boyer qui a tout de même 88 ans, confond avec l'Ordre Saint Michel, qui est portée par un cordon noir, et qui est une décoration plus conforme au statut d'artiste de Clicquot ) pour son orgue de Saint Sulpice, le plus complet qui existât alors."
François-Henri Clicquot laisse, inachevée, une Théorie pratique de la facture de l'orgue, surtout consacrée aux jeux d'anches. De beaux dessins à l'échelle 1 illustrent cet ouvrage conservé à la bibliothèque de Poitiers.

## Exemples sonores
- Jean-Luc Perrot joue la Romance (extrait) de l'Art du facteur d'orgues de Dom Bedos de Celles sur l'orgue Clicquot de Souvigny[2].
- Jean-Luc Perrot joue des extraits du 1er Livre d'orgue de Jean-François Dandrieu sur l’orgue Clicquot de Souvigny[3] : 
  - Plein jeu
  - Duo
  - Trio
  - Basse de Cromorne
  - Tierce en Taille
  - Muzète [sic]
  - Récit de Nazard
  - Offertoire